# Liga Femenina Salvadoreña
Liga Femenina Salvadoreña (Salvadoran Women's League) var en kvinnoförening i El Salvador, grundad 1947. Det var en av de tre första kvinnoorganisationerna  när den salvadoranska kvinnorörelsen organiserade sig under 1940-talet, och den mest utpräglat feministiska av de tre. 
Kvinnorörelsen utvecklades sent i El Salvador. Diktatorn Maximiliano Hernandez Martinez bedömde att hans chanser att bli omvald skulle öka om han införde kvinnlig rösträtt, och sammankallade därför en Constintuent Assembly och presenterade förslaget att låta kvinnor rösta. Kvinnlig rösträtt erkändes som en rätt ingående i konstitutionen 5 december 1938, men den inkluderades inte i lagen, vilket innebar att den aldrig trädde i kraft. Villkorlig rösträtt för kvinnor gällde rent formellt från 1939, men villkoren var så höga att upp mot 80 procent av landets kvinnor inte kunde använda den teoretiska rösträtten.
Kvinnor i El Salvador deltog i kampen mot diktatorn Maximiliano Hernandez Martinez och demokratiseringen som följde på hans fall 1944, och kvinnorörelsen i El Salvador organiserades för första gången under 1940-talet i tre kvinnoföreningar: Asociación de Mujeres Democráticas de El Salvador (AMD) (Association of Democratic Women of El Salvador) med dess tidning Feminist Tribute under Rosa Amelia Guzman (1944), Frente Democrático Femenino (FDF) med dess tidning Democratic Woman under Matilde Elena Lopez (1945), och Liga Femenina Salvadoreña.
Liga Femenina Salvadoreña beskrivs som den mest utpräglat feministiska av de tre kvinnoorganisationerna, medan de andra två var intensivt engagerade i det övriga demokratiseringsarbetet och associerade med den politiska rörelsen, var Liga politiskt obunden och fokuserade enbart på kvinnofrågor och jämställdhet. Liga fokuserade på kvinnors lika rättigheter och genomförandet av rösträtt för kvinnor. Föreningen verkade under ordförandeskap av Ana Rosa Ochoa. Den utgav sin egen tidning, Heraldo Femenino.
Kvinnlig rösträtt infördes i samband med de demokratiska reformerna efter störtande av diktaturen 1950.